# Pischma (Wjatka)
Die Pischma (russisch Пи́жма) ist ein 305 Kilometer langer rechter Nebenfluss der Wjatka nördlich der Wolgaregion im europäischen Teils Russlands.

## Verlauf
Die Pischma entspringt im äußersten Nordosten der Oblast Nischni Nowgorod, knapp 20 km südöstlich der Stadt Schachunja in etwa 160 m Höhe. Sie fließt zunächst nach Norden, dann nach Osten, bevor sie sich beim Erreichen der Oblast Kirow in südöstliche Richtung wendet. Auf etwa 30 km markiert sie die Oblastgrenze. Auf den letzten gut 100 km fließt die Pischma in östlicher Richtung. Im gesamten Verlauf mäandriert sie stark. Der Fluss mündet unmittelbar unterhalb der Kleinstadt Sowetsk in zwei Armen, die die Flussinsel Bobylski bilden, in 77 m Höhe in die Wjatka.
Die wichtigsten Nebenflüsse der Pischma sind Oschma, Jaran, Isch (nicht zu verwechseln mit dem gleichnamigen Nebenfluss der Kama) und Nemda von rechts sowie Juma von links.

## Hydrographie
Das Einzugsgebiet der Pischma umfasst 14.660 km². Oberhalb der Mündungsarme erreicht der Fluss eine Breite von über 200 Meter, nachdem er nur 2,5 km zuvor den bedeutenden Zufluss Nemda aufgenommen hat; die Fließgeschwindigkeit beträgt hier 0,2 m/s.
Die Pischma gefriert zwischen Mitte November und der zweiten Aprilhälfte. Die Wasserführung beträgt im Jahresdurchschnitt 90 m³/s.

## Infrastruktur und Wirtschaft
Die Pischma ist auf 132 km ab einer Straßenbrücke unweit der Siedlung städtischen Typs Tuscha schiffbar. Hier überquert die Fernstraße Wjatka, die von Tscheboksary an der Wolga über das Oblastverwaltungszentrum Kirow nach Syktywkar, die Hauptstadt der Republik Komi führt, den Fluss.
Die einzigen größeren Ortschaften direkt am Fluss sind die Siedlung städtischen Typs Tonschajewo am Oberlauf und die Stadt Sowjetsk am Unterlauf. Jeweils nur wenige Kilometer entfernt liegen jedoch die städtischen Siedlungen bzw. Rajonverwaltungszentren Pischma, Tuscha und Arbasch. Der Oberlauf der Pischma wird zweimal von der Eisenbahnstrecke Moskau – Nischni Nowgorod – Kotelnitsch überquert, seit einigen Jahren Hauptroute der Transsibirischen Eisenbahn im Personenverkehr. In Mündungsnähe kreuzt die Regionalstraße, die das rechte Wjatkaufer hinab über Urschum und Malmysch nach Wjatskije Poljany führt, den Fluss.
Im dünner besiedelten und dicht bewaldeten Gebiet am Oberlauf des Flusses, auf dem Territorium der Oblast Nischni Nowgorod, spielt die Forstwirtschaft eine große Rolle. Flussabwärts nimmt der Anteil der landwirtschaftlich genutzten Gebiete zu.